# Rellinger Kirche

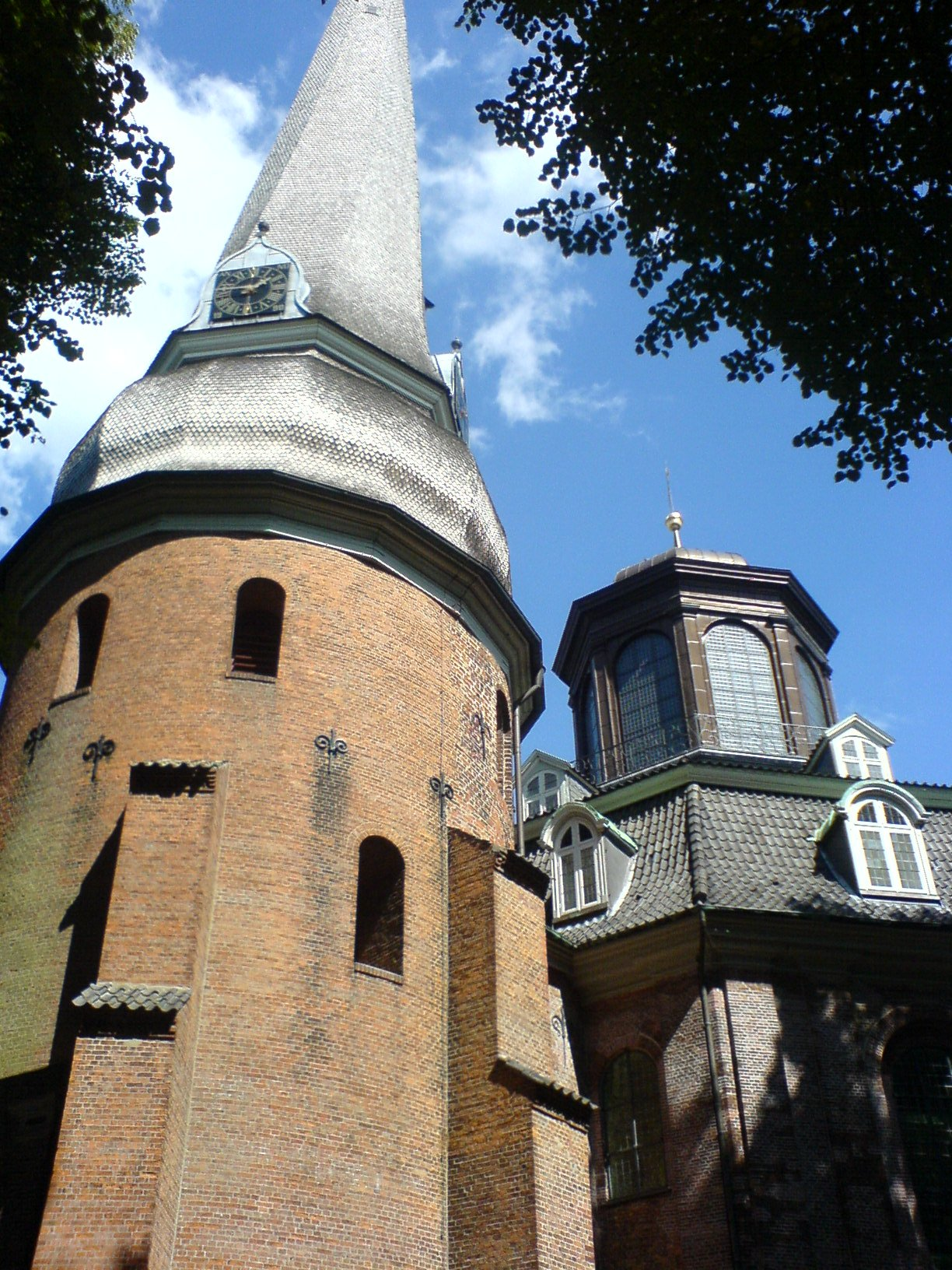
Blick auf den Turmschaft und die Kuppel samt ihrer Laterne (2006)

Die evangelisch-lutherische Rellinger Kirche in der Ortsmitte von Rellingen  ist einer der bedeutsamsten Barockbauten des Landes Schleswig-Holstein. Die Kirche wird außerhalb der Gottesdienste regelmäßig für Konzerte und ähnliche Veranstaltungen genutzt.

## Geschichte
Rellingen wurde wahrscheinlich im 9. Jahrhundert christianisiert. Es gibt jedoch keine Quellen darüber, so dass man nur vermuten kann, dass in der 2. Hälfte des 12. Jahrhunderts die romanische Feldsteinkirche errichtet wurde, von der noch Reste am Rundturm zu erkennen sind. Dieses Gotteshaus wurde zwar 1584 durch einen südlichen Anbau erweitert, während der Jahrhunderte jedoch zu klein und baufällig, außerdem durch das Unwetter vom 14. Februar 1648 beschädigt und anschließend nur notdürftig wiederhergestellt. Im 18. Jahrhundert ordnete Friedrich V. von Dänemark, der zu dieser Zeit Landesherr von Holstein war, einen Neubau für das Rellinger Kirchspiel an. 

### Turm
Der Grundmauern und Teile des Turmkerns sind romanisch und stammen noch von der alten Feldsteinkirche. Zu erkennen ist dieser ursprüngliche Bau noch an der nördlichen Turmseite anhand der bis in etwa drei Meter Höhe sichtbaren Granitsteine. Der mächtige runde Schaft sollte vermutlich auch als Wehrturm dienen. Der Turm ist mit Backstein ummantelt und von Strebepfeilern gestützt, unter Anleitung des Altonaer Zimmermanns Jacob Bläser (1650–1712) erhielt er von 1702 bis 1703 ein neues Dach. Bläser setzte auf eine barock geschwungene Haube eine schlanke, mehrseitige Pyramide. Die heute zu sehende charakteristische Drehung der Turmspitze entstand, nachdem der Dachstuhl sich infolge von Witterungseinflüssen verzog. Beim Neubau des Oktogons wurde im Erdgeschoss des Turmes 1755 das neue Hauptportal geschaffen.

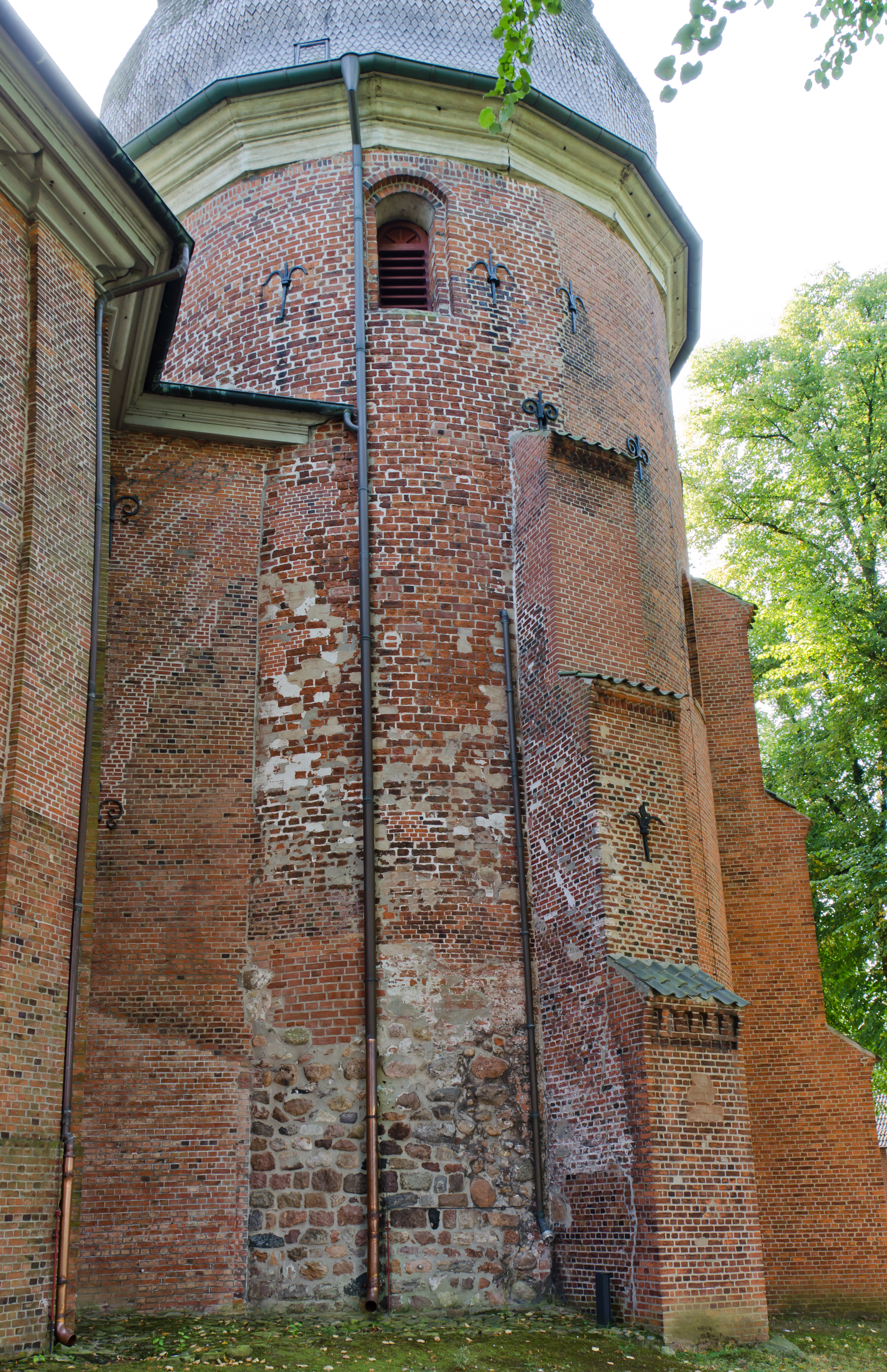
Teile des romanischen Vorgängerbaus sind am Turm erkennbar.

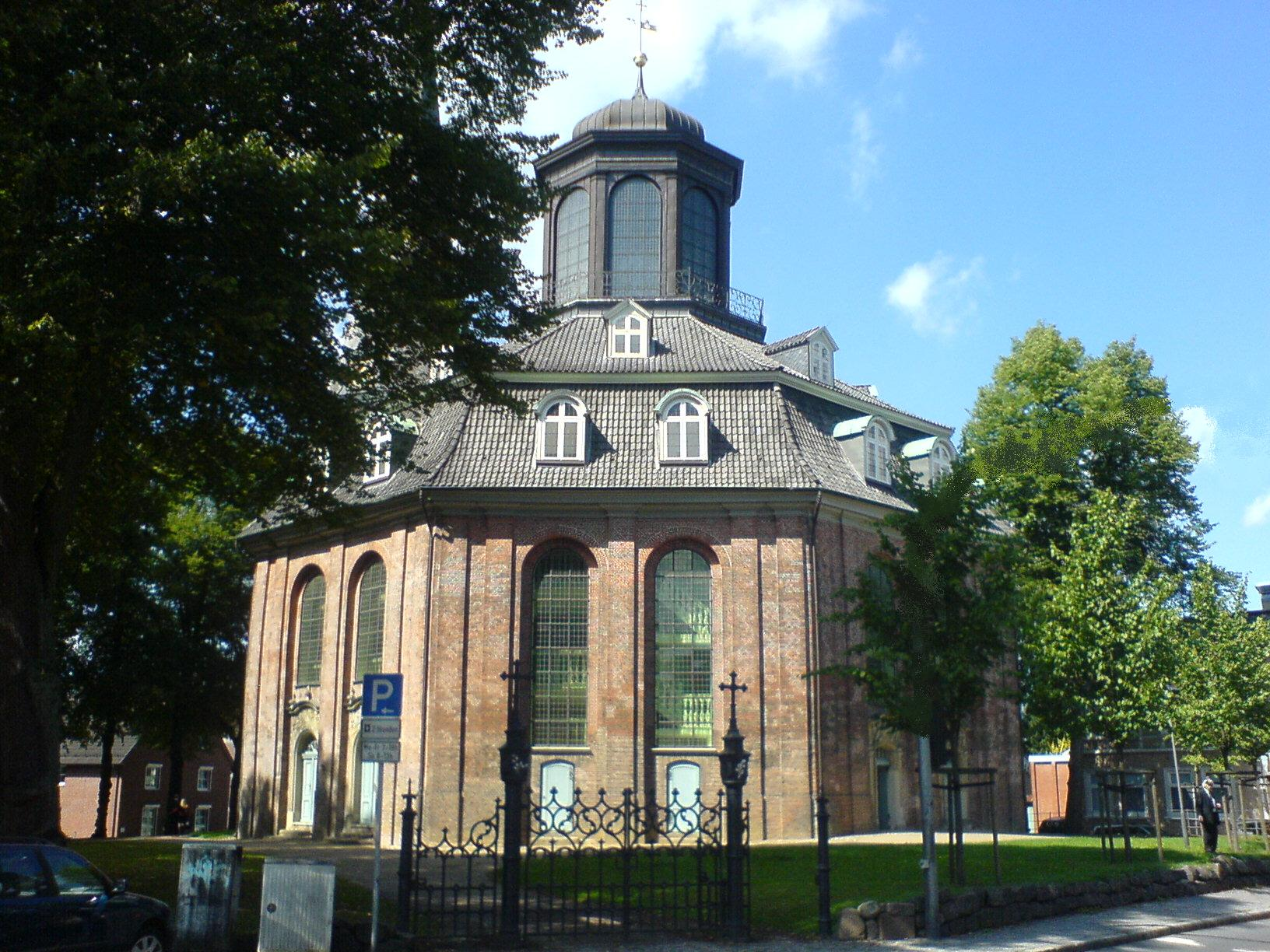
Blick auf die Rellinger Kirche

Der Turm ist 57,5 Meter hoch.

### Barockkirche
1754 wurde die alte Kirche abgetragen und bis 1756 der Neubau unter Einbezug des Turmes errichtet. Die Kirche wurde 1756 mit der Kantate Singet Gott, lobsinget seinem Namen TWV 2:9 von Georg Philipp Telemann eingeweiht.
Als Architekt für die neue Kirche war der holsteinische Architekt Cay Dose verpflichtet worden. Dose war einer der führenden Baukünstler des Barock in der Region und hatte einige Jahre zuvor die Hauptkirche St. Trinitatis in Altona (welche ebenfalls bereits mit einer neuen Turmhaube von Jacob Bläser versehen war) und die Kirche in Brande-Hörnerkirchen entworfen. Die Brander Kirche ist, wie die Rellinger Kirche, ein Zentralbau und der direkte Vorgänger in Doses Werk; der Neubau in Rellingen fiel in seinen Dimensionen jedoch größer aus. Der achteckige Bau aus Backstein wurde von Dose mit großen Doppelfenstern versehen und erhielt ein kuppelförmiges und durchfenstertes Mansarddach, welches mit einer hohen Laterne bekrönt wurde. Durch diese mannigfaltigen Fensteröffnungen wird der Kirchenbau vom Licht geradezu geflutet. 

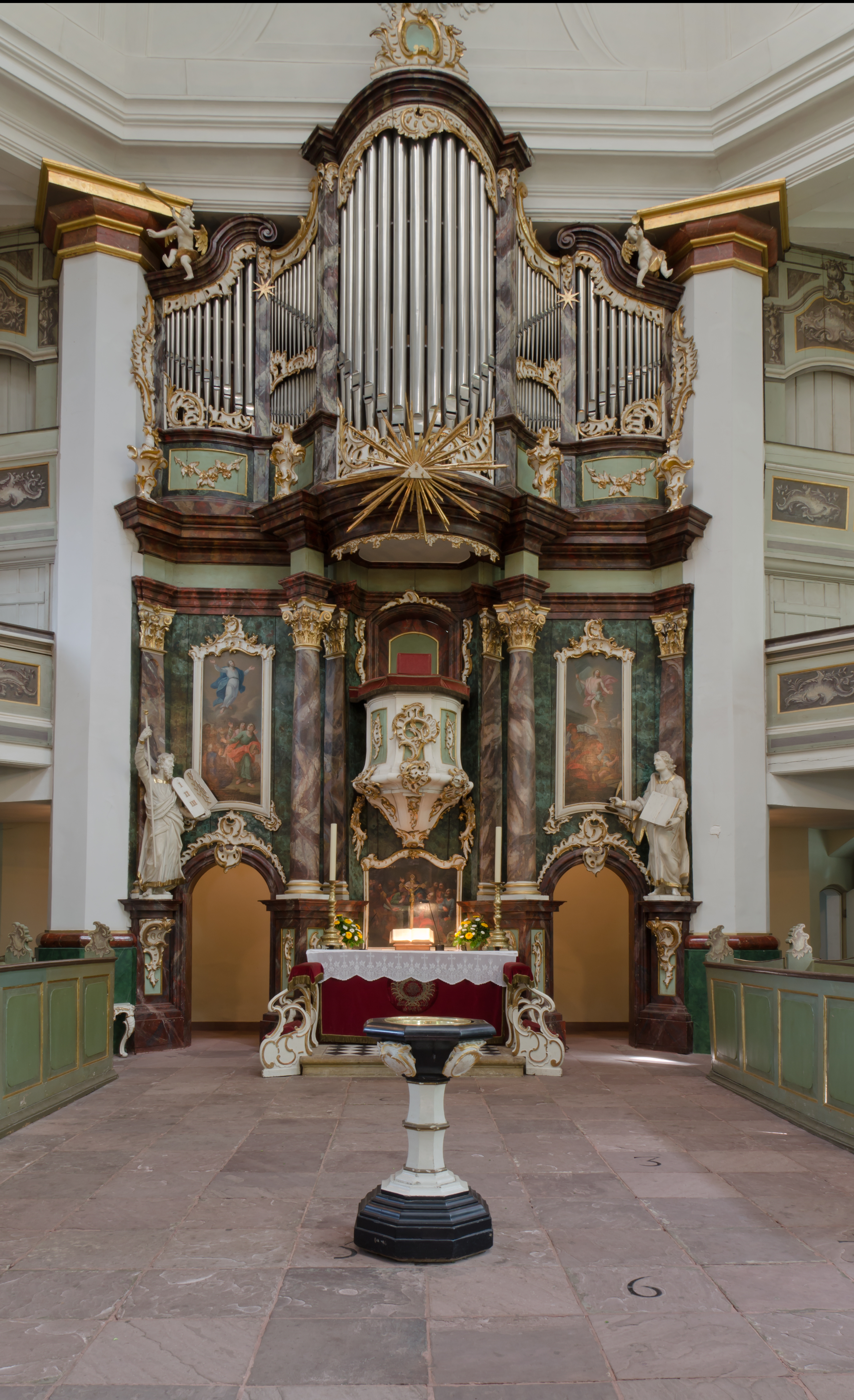
Blick auf den Kanzelaltar und Orgelprospekt

Der Innenraum wird von acht mächtigen Pfeilern gestützt und gegliedert, die Ostseite ist bis heute von der großen Altarwand eingenommen, in der sich Kanzel, Orgel und Altar vereinen. Damit entspricht das Gotteshaus dem Idealbild einer protestantischen Predigtkirche. Zwischen den Pfeilern wurde eine doppelte Empore gezogen, welche zusammen mit dem Gestühl des Kirchensaals Platz für bis zu 2000 Gläubige bieten sollte. Unterhalb der Emporen befinden sich durch eigene Außentüren betretbare Logen. Der spätbarocke Innenraum ist mit Gemälden und vielfältigem Rocailleschmuck dekoriert, die Malereien und die Stuckaturen wurden von den Brüdern Francesco und Carlo Donato Martini aus Meride (Tessin, Schweiz) vorgenommen. 
Die Rellinger Kirche gehört zu den bedeutendsten Kirchenbauten Schleswig-Holsteins und zusammen mit der Pinneberger Drostei, der Uetersener Klosterkirche und der Heiligen-Geist-Kirche in Barmstedt zu den wichtigsten Zeugnissen des Barock im Kreis Pinneberg. Die Kirche am Niendorfer Markt in Hamburg hatte das Rellinger Gotteshaus zum Vorbild.

### Wissenswertes
Der Zimmermann Jacob Bläser hat 1703, nachdem der romanische Turm ausgebessert worden war, einen barocken Helm aufgesetzt. Einer Legende zufolge soll Bläser sich erhängt haben, da er sich für den etwas schief geratenen Turm geschämt habe. Dies konnte allerdings nie nachgewiesen werden, er verstarb am 30. Mai 1712 in Altona mit unbekannter Todesursache.